# TV조선 뉴스특급
《TV조선 뉴스특급》은 매일 오전 8시 20분에 방영하는 TV조선의 뉴스 프로그램이다.

## 앵커
- 엄성섭
- 윤슬기
- 유아름